# Gymnocalycium baldianum
Gymnocalycium baldianum ist eine Pflanzenart in der Gattung Gymnocalycium aus der Familie der Kakteengewächse (Cactaceae). Das Artepitheton baldianum ehrt J. Baldi, einen Bekannten und Förderer von Carlos Luis Spegazzini.

## Beschreibung
Gymnocalycium baldianum wächst anfangs einzeln und bildet später Gruppen mit graugrünen bis blaugrünen, niedergedrückt kugelförmigen Trieben und erreicht bei Durchmessern von 6 bis 7 Zentimeter Wuchshöhen von 4 bis 10 Zentimeter. Es wird eine knollige Sprossrübe und eine Pfahlwurzel ausgebildet. Die neun bis elf gerundeten Rippen sind gehöckert. Mitteldornen sind nicht vorhanden. Die fünf bis sieben grauen oder braunen Randdornen sind dünn, liegen an der Trieboberfläche an und sind bis zu 1,5 Zentimeter lang.
Die rosaroten bis tiefroten oder purpurfarbenen Blüten sind 3 bis 5 Zentimeter lang und erreichen ebensolche Durchmesser. Die dunkel graugrünen Früchte sind spindelförmig.

## Verbreitung, Systematik und Gefährdung
Gymnocalycium baldianum ist in der argentinischen Provinz Catamarca in Höhenlagen von 1000 bis 2000 Metern verbreitet.
Die Erstbeschreibung als Echinocactus baldianus erfolgte 1905 durch Carlos Luis Spegazzini. 1925 stellte er die Art in die Gattung Gymnocalycium.
In der Roten Liste gefährdeter Arten der IUCN wird die Art als „Least Concern (LC)“, d. h. als nicht gefährdet geführt.

## Nachweise